# إيهام خيالات مرئية على القمر

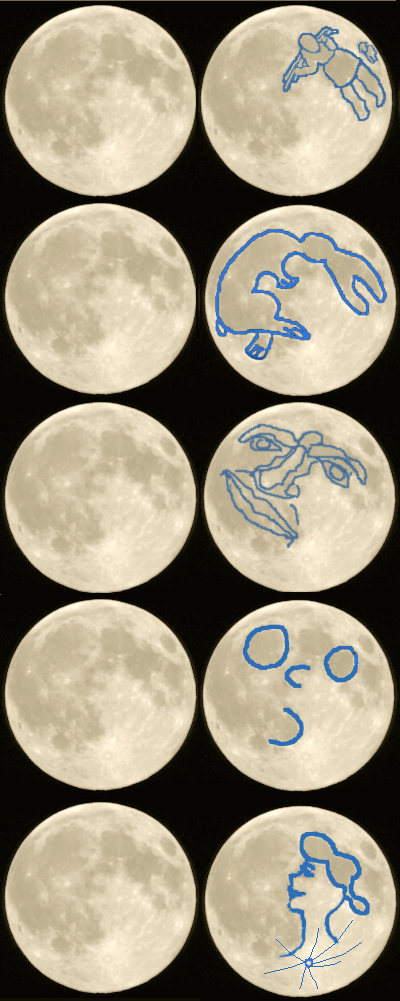
بعض الباريدوليا مرسومة على القمر

تُشير إيهام خيالات مرئية على القمر أو الباريدوليا القمرية (بالإنجليزية: Lunar pareidolia)‏ إلى إيهام الخيالات المرئية التي اطلع عليها البشر على وجه القمر. سطح القمر عبارة عن مزيج معقد من المناطق المظلمة (بحار القمر) والمناطق الأخف (المرتفعات). نظرًا لكونه عنصرًا طبيعيًا يراه البشر باستمرار على مر العصور، فقد شهدت العديد من الثقافات أشكالًا في هذه المناطق المظلمة والخفيفة التي ذكّرتهم بالأشخاص أو الحيوانات أو الأشياء، والتي غالبًا ما ترتبط بالفولكلور والرموز الثقافية؛ أشهرها رجل في القمر ‏ في الفولكلور الغربي وأرنب القمر في آسيا والأمريكتين. ترى الثقافات الأخرى صورة ظلية لامرأة (تشانغ) أو ضفدع أو موظ أو جاموس أو تنين (برأسه وفمه إلى اليمين والجسم والأجنحة إلى اليسار) في اكتمال القمر. بالنسبة للعديد من ثقافات ميلانيزيا وبولنيزيا، يُنظر إلى القمر على أنه طاهٍ فوق نار من ثلاثة أحجار. بدلاً من ذلك، قد يشبه الشكل الغامض للمناطق المظلمة والفاتحة للقمر رمز تاجيتو.

## رجل في القمر
رجل في القمر هو شخصية خيالية تشبه وجهًا أو رأسًا أو جسمًا بشريًا، والتي يدركها المراقبون من بعض الخلفيات الثقافية عادةً في القرص المشرق للقمر المكتمل.

## أرنب أو قواع

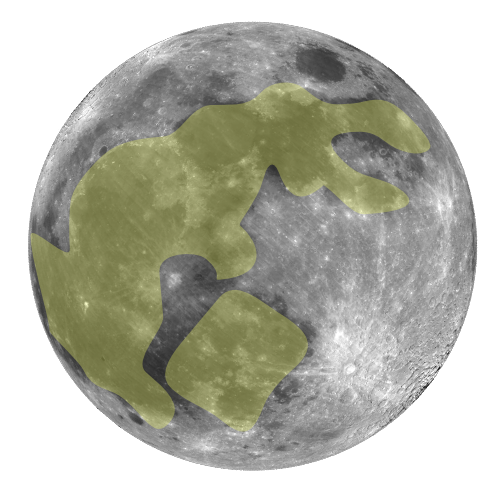
أرنب مع إناء - يصنع الدواء، الموتشي أو تتيوك

في الثقافة الصينية، الأرنب في القمر (رفيق تشانغ) يدق الطب. وبالمثل، في اليابان وكوريا، ترى الثقافة الشعبية أن أرنبًا يصنع موتشي وتتيوك، على التوالي، في القمر.
في أمريكا الوسطى قبل العصر الكولومبي، غالبًا ما يرتبط الأرنب بالقمر، على سبيل المثال، تم تصوير (Tecciztecatl)، إله القمر عند الأزتك، على أنه أرنب مجسم. في كثير من الأحيان، يتم تمثيل مايا آلهة القمر مع أرنب في حضنها. هناك أيضًا أسطورة تتعلق بكيتزالكواتل وأرنب القمر.

## شخصيات نسائية
في إنجلترا الإليزابيثية، كان من المفترض أن تمثل بقع القمر ساحرة تحمل أعواد خشبية على ظهرها، أو رجلا عجوزا بفانوس (كما رسمه شكسبير في مسرحيته الكوميدية حلم ليلة منتصف الصيف).
هناك صورة غربية أحدث هي صورة لامرأة مصففة ترتدي قلادة مرصعة بالجواهر، والجوهرة هي فوهة البركان تيخو، والتي تكون عند اكتمال القمر مشرقة جدًا ولها خطوط مشعة (أشعة).
في نيوزيلندا، تقول أسطورة الماوري أن القمر يظهر امرأة مع شجرة محلية.
في الأساطير الصينية، تعيش تشانغ على القمر. تم ذكرها في المحادثة بين هيوستن كابكوم وطاقم أبولو 11 قبل أول هبوط على القمر.

## علي
يعتقد الشيعة أن اسم علي بن أبي طالب (صهر النبي محمد) مكتوب على القمر. هذا التفسير له جذور في عدة أحاديث للنبي محمد حيث يقارن علي بالقمر ونفسه بالشمس. هناك أيضًا تفسيرات أخرى لهذا التشبيه في الفلسفة الإسلامية.

## ملك المغرب محمد الخامس
أثناء نفي العائلة الملكية المغربية في مدغشقر بين عامي 1953 و 1955، ذكر العديد من المغاربة أنهم رأوا وجه الملك محمد الخامس على سطح القمر، في نوع من الهلوسة الجماعية، ربما بتحريض من الوطنيين المغاربة الذين كانوا يوزعون منشورات تحمل صورة الملك قبل ذلك.